# Max Bauer (Schriftsteller)
Max Bauer (* 1. Juli 1829 in Berlin; † 1. Oktober 1914 in Berlin) war ein deutscher Schriftsteller. Er veröffentlichte auch unter den Pseudonymen Rusticus und Maximilian Rusticus.
Der Sohn des Hauptmanns a. D. und Regierungsrats Ludwig Bauer (ca. 1800–1856) und dessen Frau Loiska (Lais), geb. von Knobelsdorff (1802–1891), war promovierter Jurist. Er besaß von 1852 bis 1880 das Rittergut Adendorf bei Gerbstedt, Landkreis Mansfeld-Südharz, und schrieb zunächst über französische Musterlandwirtschaft. In Berlin gab er 1883 die Zeitschrift Deutsche Warte heraus. Ab 1893 war er Besitzer und Herausgeber der Zeitschrift Rotes Kreuz. Er verfasste eine Reihe humoristischer Werke.
1869 wurde Bauer von Herzog Ernst II. von Sachsen-Coburg und Gotha mit der Verdienstmedaille für Kunst und Wissenschaft ausgezeichnet.

## Schriften
- Nordfranzösische Landwirthschaft und ihr Vergleich mit den entsprechenden deutschen Cultur-Verhältnissen. Eine Studie ; mit 3 Tafeln. Pfeffer, Halle 1869.
- Von der Maas-Armee. Teubner, Dresden 1870.
- Civil im Kriege. Studien und Skizzen zum Versuch einer Reorganisation der freiwilligen Krankenpflege im Felde und Daheim., Berlin 1875.
- Die Verfälschung der Nahrungsmittel in großen Städten - speciell: Berlin - und die Abhülfe dagegen vom gesetzlichen, gesundheitlichen und practischen Gesichtspunkte. Heymann, Berlin 1877.
- Rückhaltslose Residenz-Briefe. Ein Wintertagstraum. 2. Auflage. Klönne & Müller, Berlin 1878.
- Wirthschaftliche Studien in französischen Musterwirthschaften an Hand der in der Weltausstellung 1878 zu Paris gewonnenen neuen Erfahrungen und erhaltenen Original-Mittheilungen. Mit 4 Holzschnitten und 1 lithographischen Tafel. Cohen, Hannover 1880.
- Vor zehn Jahren. Aus ungedruckten Tagebüchern eines Zivilisten im Kriege., Berlin 1881.
- Hohe Schule. Sportliche Plaudertouren in wechselnder Gangart., Berlin 1882.
- Ein Jahr Berliner Leben. Humoristische gereimte Chronik. 2. Auflage. Richard Eckstein Nachf. (Carl Hammer), Berlin 1885.
- Berliner Vollblut und Halbblut. Residenzliche Stimmungsbilder. Braun, Berlin 1887.
- Aus düsterem Flor - zu lichtem Humor. Residenzliche Stimmungsbilder. Luedtke, Berlin 1888.
- In arte voluptas! Residenzliche Stimmungsbilder. Kühling & Güttner …, Berlin 1891.
- Harmlos, aber unverzagt!, Berlin C. Zieger Nachf. 1893.
- Unter Rothgekreuzten Standarten im Felde und Daheim., Berlin Rosenbaum & Hart 1895.
- Heiteres und Weieres von der Gewerbe-Ausstellung. Skizzen in Knittelversen. Lenz, Berlin 1896.
- Favoriten und Outsiders., Berlin H. Steinitz (1898).
- Vom Start zum Ziel., Berlin Militär-Verlagsanst. 1898.
- Sport-Abenteuer. Erlebtes auf Internationalem Turf. H. Steinitz, Berlin (1900).
- Dreissigjährige Kriegs-Erinnerungen eines Civilisten aus dem Feldzuge 187071., Berlin (Haebringer) 1901.
- Aussenseiter … und so weiter., Berlin Deutscher Sport (1906).
- Rusticus: Berliner Lust und Laune. Humorist. gereimte Chronik. Stuhr, Berlin 1886.
- Max Rusticus: Heiteres und Weiteres von der Gewerbe-Ausstellung. Skizzen in Knittelversen. Lenz, Berlin 1896.